# Hình ảnh Thánh Giuse trong hội họa
Thánh Giuse, là một vị thánh của Kitô giáo. Ông cũng là một vị Thánh đặc biệt quan trọng và hiện diện rộng khắp trong đời sống tín ngưỡng của các giáo hội: Công giáo, Chính thống giáo Đông Phương, Anh giáo, Giáo hội Luther, Tin Lành. Chính vì vậy, các hình ảnh hay các tác phẩm mô tả về ông có rất nhiều và rất sớm.

## Giuse trong hội họa
Hình ảnh Giuse trong hội họa, xuất hiện khá nhiều và sớm, chủ yếu là ở các mảng tranh quanh 4 chủ đề "Chúa Giáng sinh", "Gia đình Thánh", "Giấc mơ của Giuse" và "Hành trình trốn sang Ai Cập". Trong những mảng tranh này, nhìn chung, Giuse luôn được mô tả như là một "nhân vật phụ" với hình ảnh là một người đàn ông nhân hậu, khiêm nhường và tận tụy...
Tranh vẽ riêng về Giuse như là một "nhân vật chính" ra đời khá muộn. Mãi đến thế kỷ 17 mới có những bức tranh nói về nhân vật chính là Giuse đầu tiên. Một số ít, thể hiện hình ảnh Giuse đang bế Chúa Hài đồng Giêsu. Còn lại, phần lớn, xoay quanh chủ đề " Giấc mơ của Thánh Giuse ".
Một tác phẩm của Guido Reni (1575-1642), họa sĩ được xem là nổi tiếng nhất ở Ý trong [thế kỷ 17 với phong cách Baroque tao nhã, mẫu mực có tựa là " Thánh Giuse với Chúa hài đồng Giêsu". Trong tranh, Giuse được thể hiện đúng như trong Kinh Thánh, là một người đàn ông đã luống tuổi và là một người cha nhân từ. Chiếc áo choàng rộng của ông như đang bao bọc lấy Chúa Hài đồng. Và ánh sáng, như đang tỏa ra từ Chúa Hài đồng đã mang lại cho bức tranh một dáng vẻ thánh thiện...

### Giuse trong biến cốChúaGiáng sinh
Tranh có liên quan đến chủ đề "Chúa Giáng sinh" xuất hiện khá sớm. Tuy còn nhiều tranh cãi, nhưng bức họa trên tường hầm mộ Priscilla được xây dựng vào khoảng cuối thế kỷ thứ 2 ở Rome, đã được phần lớn sử gia nghệ thuật xem là tác phẩm hội họa cổ xưa nhất được tìm thấy về chủ đề này.
Trong các tác phẩm hội họa thể hiện chủ đề "Chúa Giáng sinh" thời Phục Hưng, nổi tiếng nhất, có lẽ là tác phẩm "Đêm Thánh", hoàn thành năm 1530 của Correggio (1490-1534). Đây cũng là một trong những bức họa nổi tiếng nhất của Correggio. Trong "The Story of Art", E. H. Gomrich đã diễn tả bức tranh này: 
"Người mục tử cao lớn vừa được thị kiến nhìn thấy các tầng trời mở ra với các thiên thần hát khúc "Vinh danh Thiên Chúa trên trời". Ta nhìn thấy các vị ấy tung tăng bay lượn trên đám mây và nhìn xuống nơi mà chàng mục tử đã vội vã tìm đến, tay cầm chiếc gậy dài. Trong chuồng bò hoang phế tối tăm, anh nhìn thấy phép lạ-Hài nhi chào đời tỏa sáng ra chung quanh, thắp sáng khuôn mặt đẹp đẽ của người mẹ hạnh phúc. Chàng mục tử dừng lại, lần mò tìm chiếc mũ trùm đầu, chuẩn bị quỳ xuống thờ lạy. Có hai người tớ gái, một bị chói mắt vì ánh sáng từ máng cỏ, một sung sướng nhìn kẻ vừa đến. Thánh Giuse trong bóng tối mù mịt bên ngoài đang bận rộn với con lừa.".

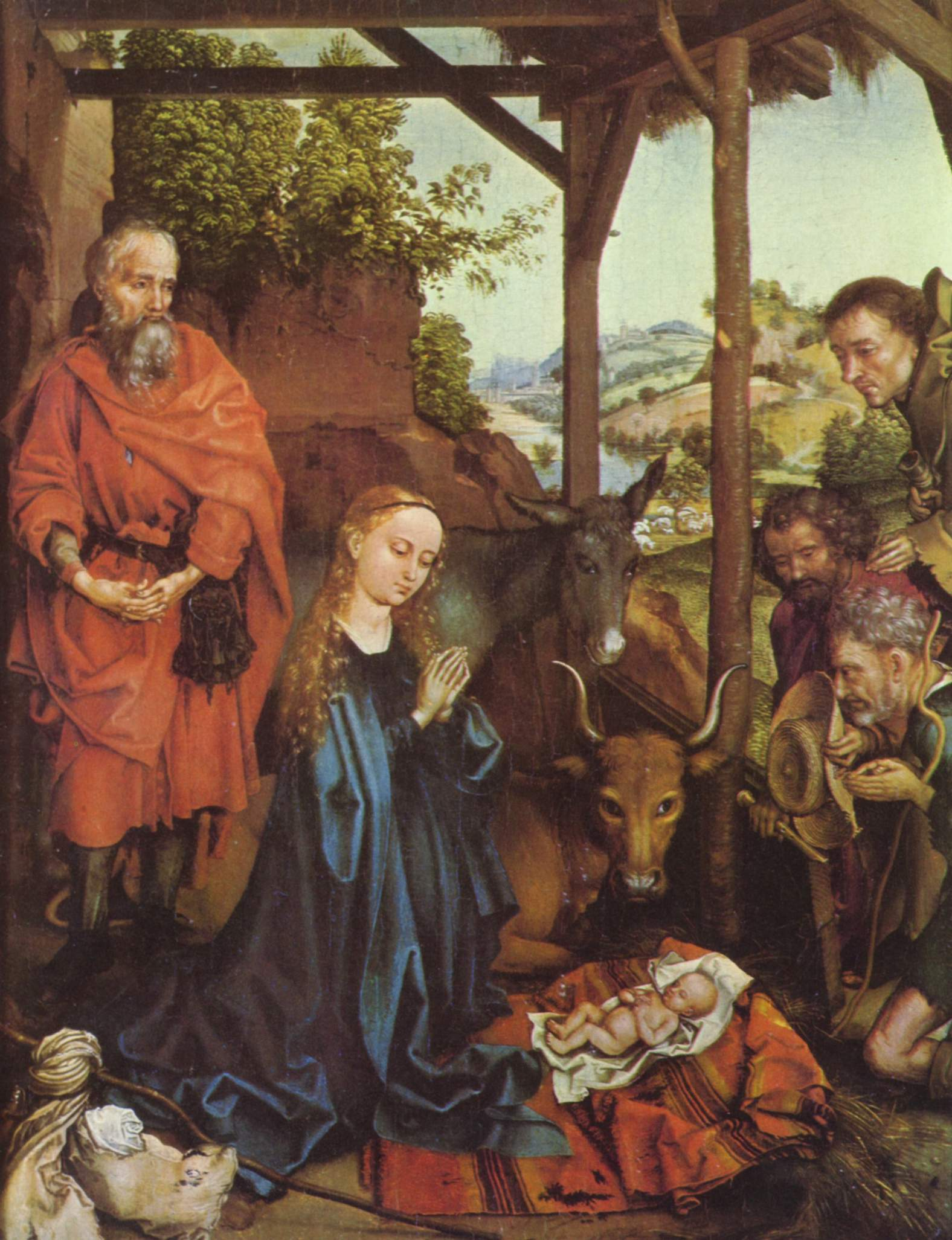
Chúa Giáng sinh, tranh vẽ của Martin Schongauer (1450-1491)
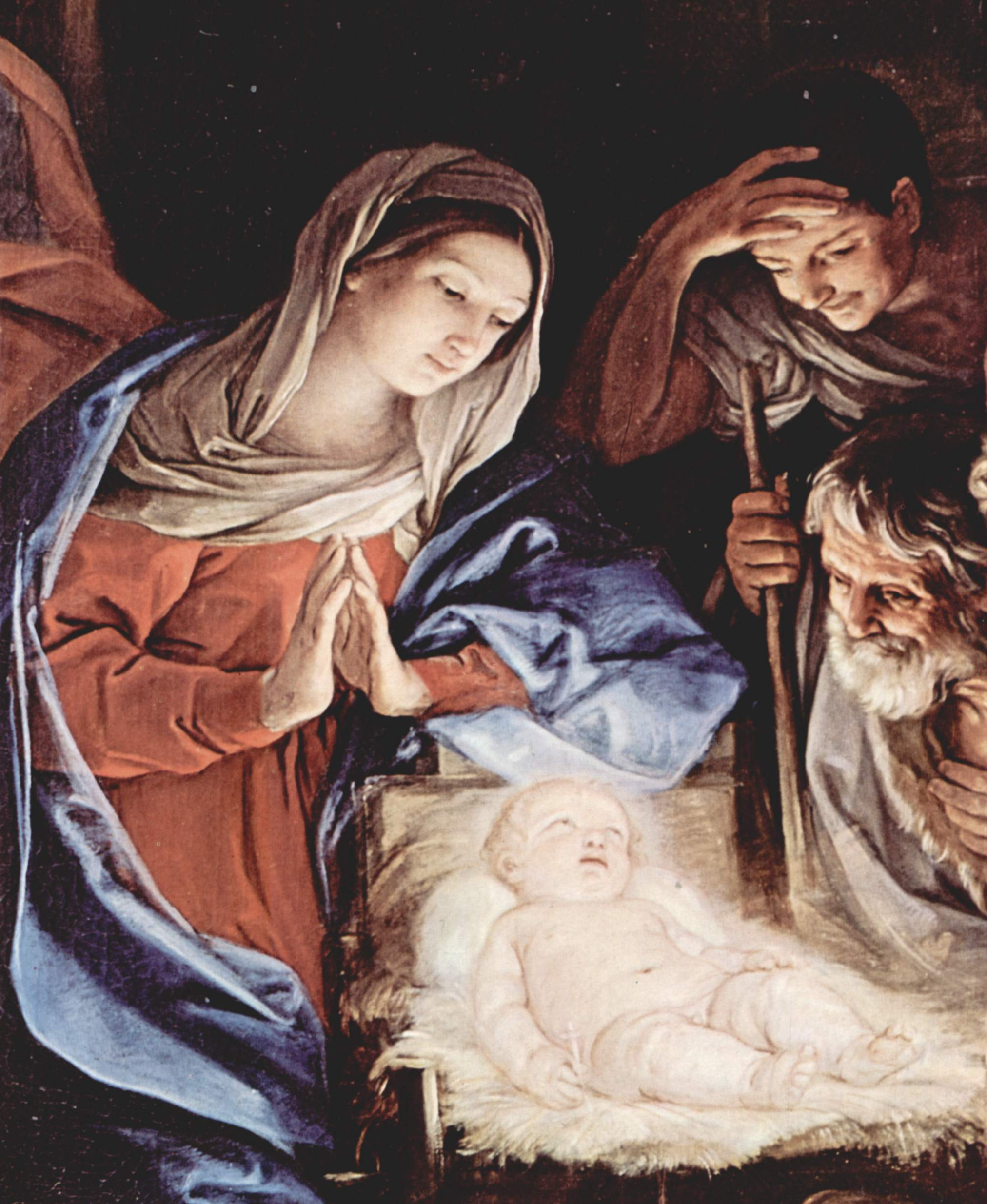
Chầu Thánh Thể, tranh sơn dầu trên vải của họa sĩ người Ý Guido Reni (1575–1642)
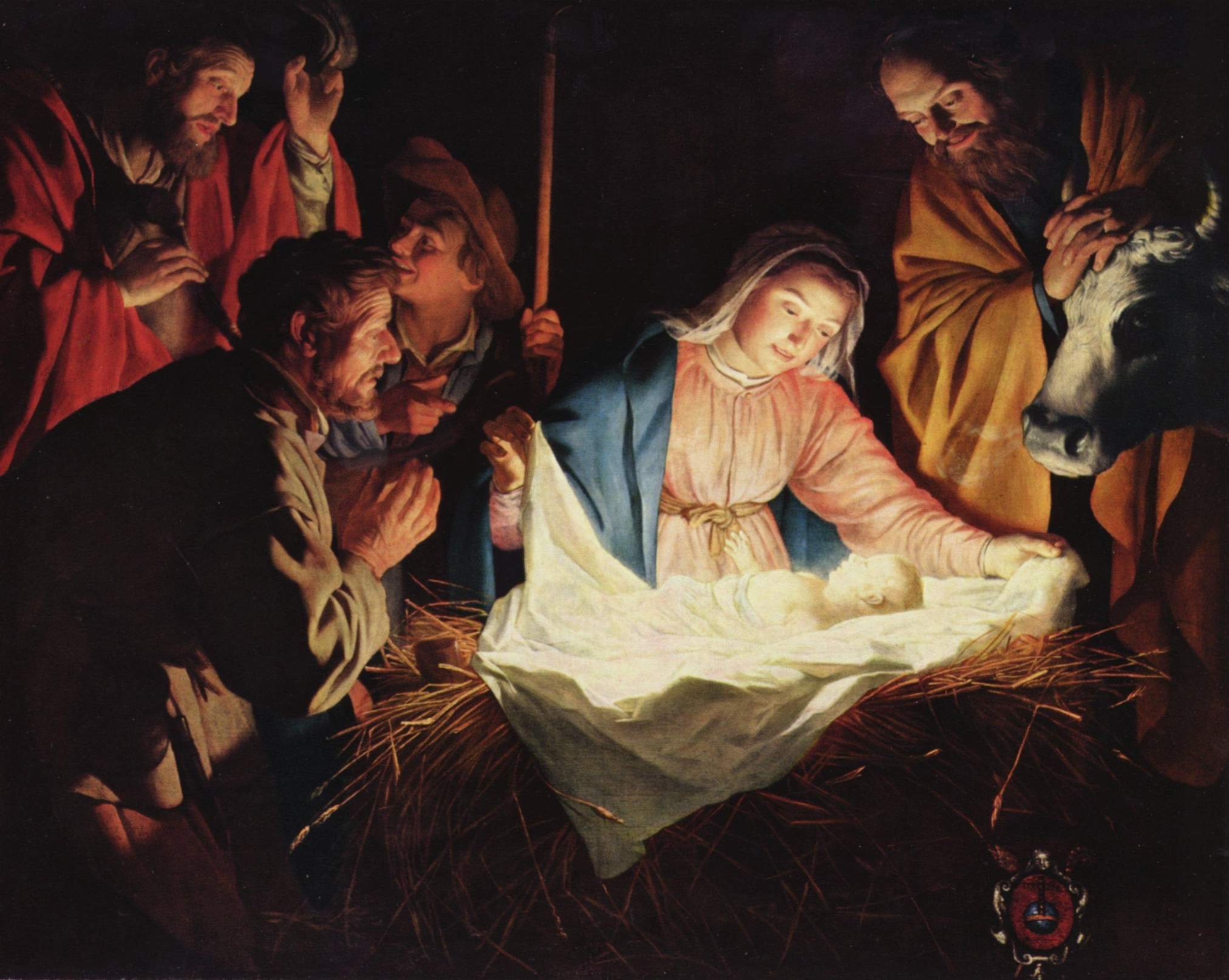
Giờ Chầu Thánh Thể, Họa phẩm của họa sĩ người Hà Lan Gerard van Honthorst (1590–1656)

### Thánh gia
Gia đình Giuse, Maria và Giêsu được gọi là "Thánh Gia". Việc tôn kính Thánh Gia chính thức bắt đầu vào thế kỷ 17 bởi Giám mục François de Laval và nhiều nhân vật có thế giá.
Vietnamese Missionaries in Asia đã nhận xét về hình ảnh của Giuse trong Gia đình thánh như sau:
"Trong Thánh Gia, nếu như Giêsu luôn là đỉnh cao viên mãn của sự thánh thiện, dầu thế cũng không che khuất vai trò và cương vị đặc biệt của Maria và Giuse. Giuse luôn là chủ, là đầu và là người lãnh đạo..."  Chính vì vậy trong những tác phẩm hội họa về Thánh Gia người ta thường thấy Giuse xuất hiện với vai trò quan trọng, một nhân vật trụ cột của gia đình và là tấm gương cho những người gia trưởng noi theo. Vì vậy ông thường được mô tả là một người đàn ông trẻ hơn hoặc thậm chí trẻ trung (đặc biệt là trong sự miêu tả của giáo hội Tin Lành). Ông xuất hiện cùng với một công việc thợ mộc bình thường hàng ngày và tham tham gia các công việc của gia đình cùng với bà Maria và người con trai Giêsu.

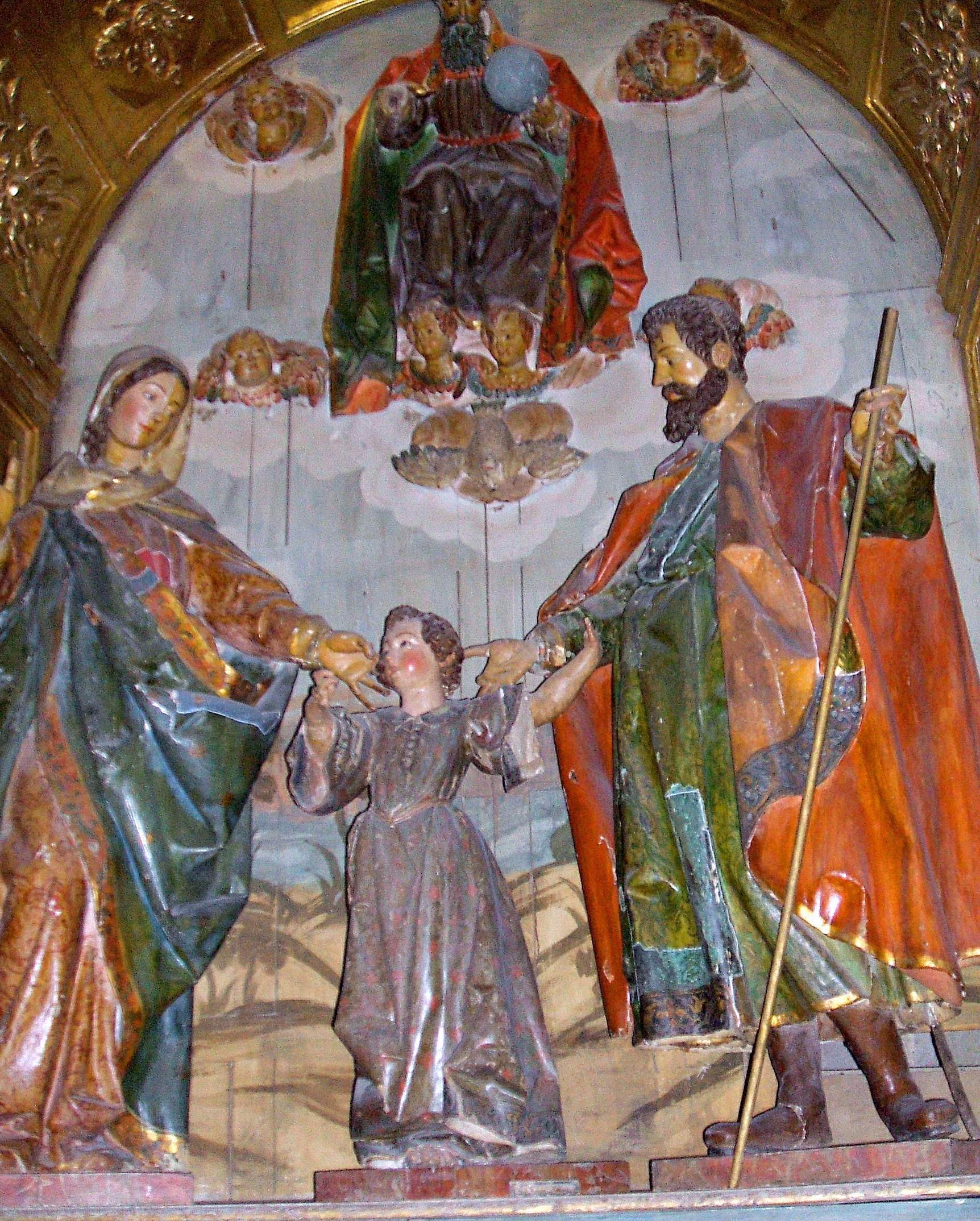
Hình chụp: Tranh điêu khắc về Thánh Gia tại nhà thờ Santa María de Mediavilla; Medina de Rioseco (Valladolid)
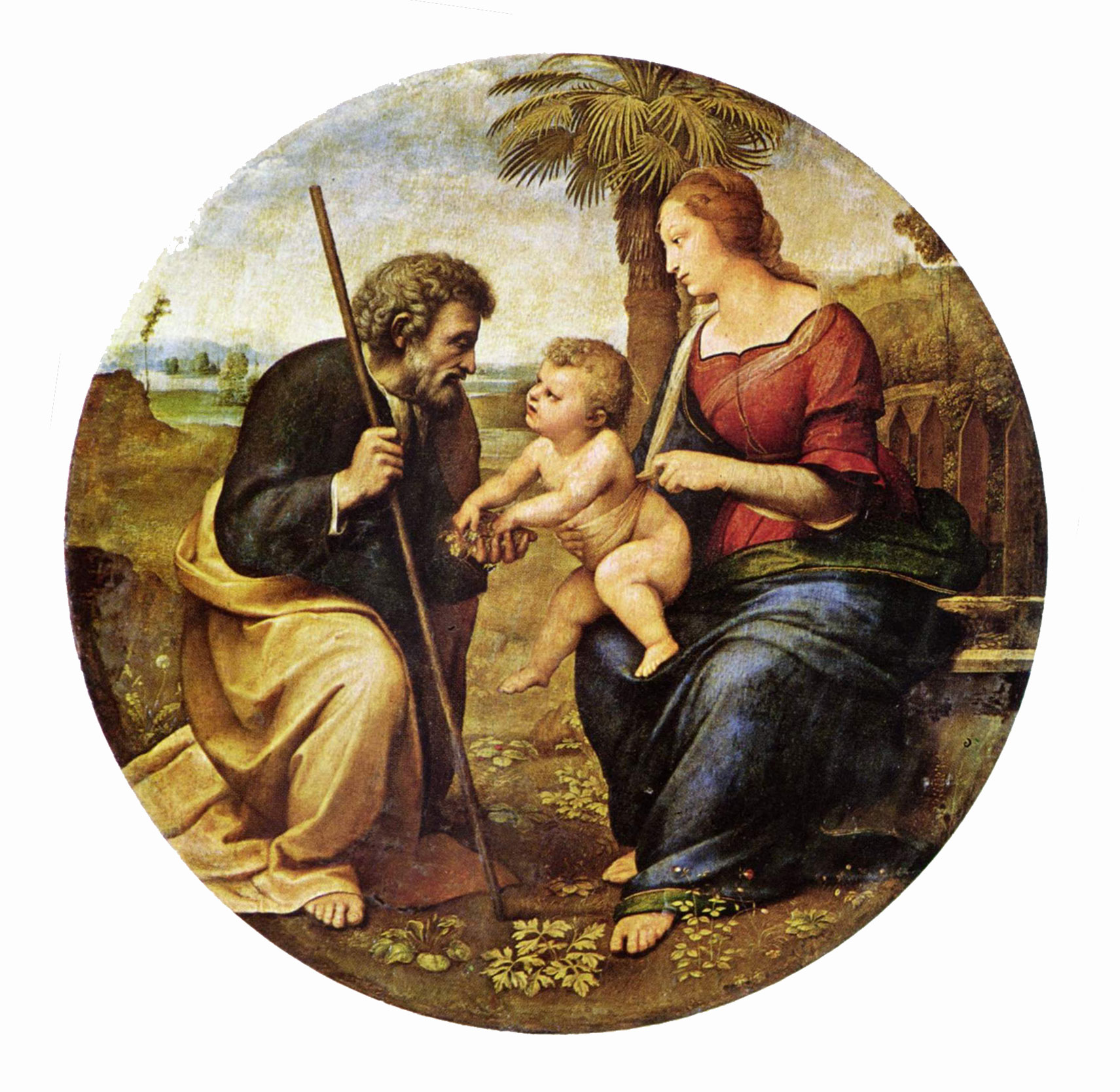
Tranh sơn dầu: Thánh Gia của Raphael (1483-1520) vẽ năm 1506
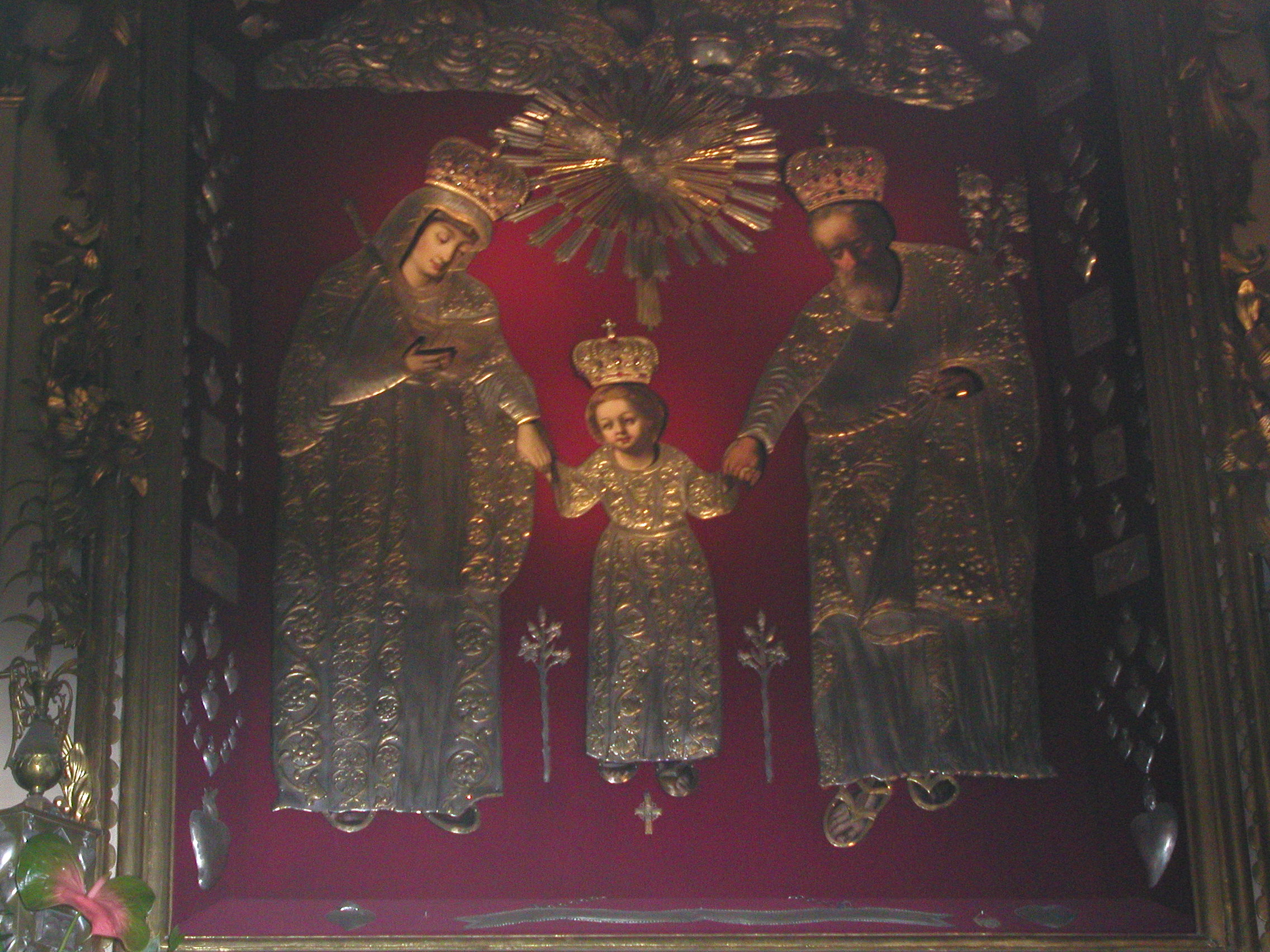
Hình chụp một bức tranh về Thánh gia trong đền thờ St. Joseph Kalisz.

### Giấc mơ của Giuse
Về chủ đề "Giấc mơ của Thánh Giuse" có rất nhiều tác phẩm. Có thể nói về sự "bùng nổ" của chủ đề này kể từ giữa thế kỷ 17 cho đến hết thế kỷ 18. Lý do, thường được nhắc đến, một phần, bởi Giáo hội nhận thấy tầm quan trọng của nó trong ý nghĩa bổ trợ cho mảng tranh chủ đề "Lời Truyền tin" và ra sức khuyến khích sáng tác. Phần khác, theo nhiều sử gia nghệ thuật, bởi nó phù hợp với sự phát triển của xã hội trong sự thức tỉnh về vai trò của người đàn ông, người cha trong gia đình...
Theo một số nhà phê bình, qua thời gian, càng về sau, hình ảnh Thánh Giuse trong chủ đề "Giấc mơ của Thánh Giuse" càng được thể hiện trẻ trung hơn. Và đây, là một bí mật thú vị cần được khám phá! Người ta cho rằng, " ý nghĩa chủ đề càng ngày, càng chuyển thành lời nhắc nhở của Thiên sứ về vai trò và phẩm chất của người đàn ông, người cha trong gia đình... Đó là những gì người ta có thể rút ra từ suy gẫm về đức hạnh và công nghiệp của Thánh Giuse! " 

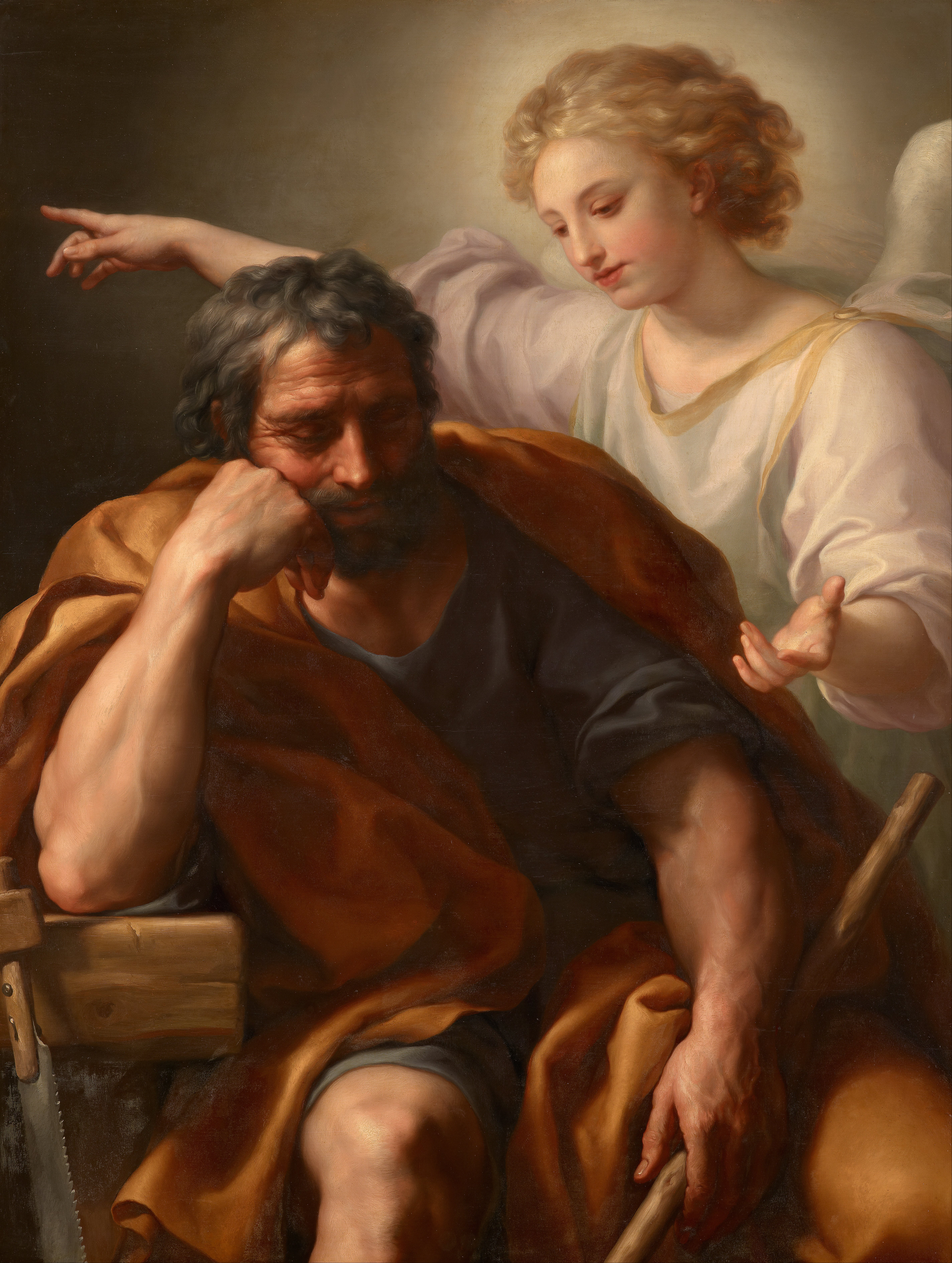
Giấc mơ của Thánh Giuse, Họa phẩm của họa sĩ người Đức Anton Raphael Mengs (1728–1779).
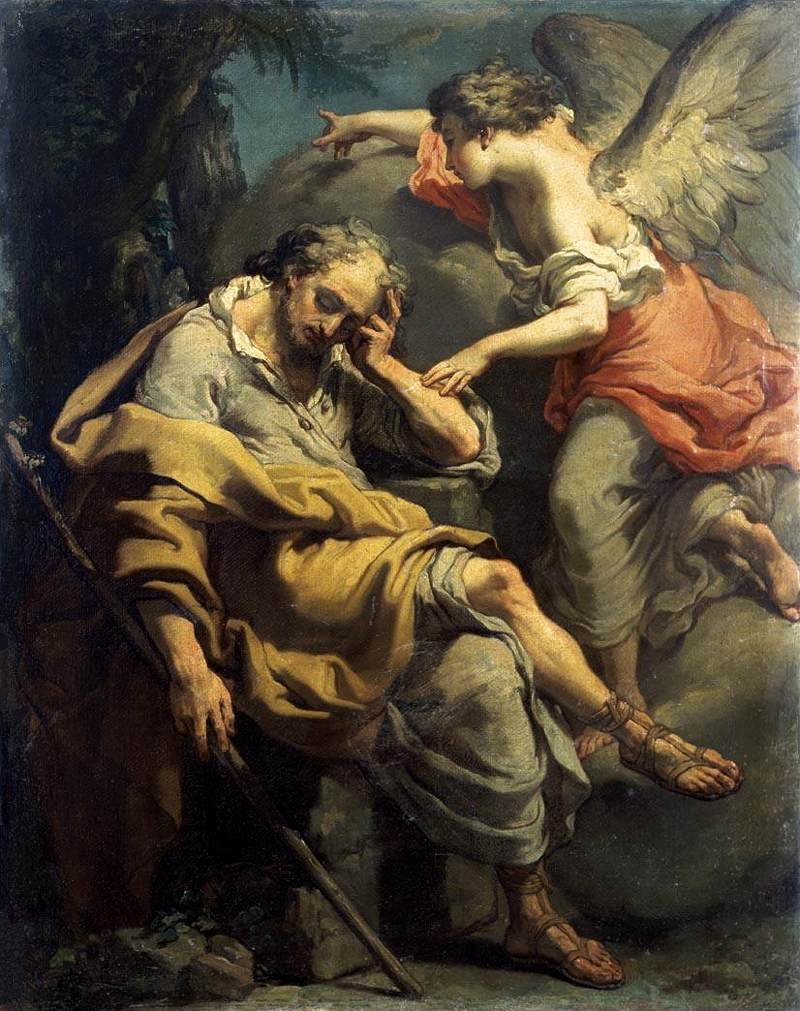
Bức tranh sơn dầu của Họa sĩ người Ý, Gaetano Gandolfi (1734–1802) tựa đề:"Joseph's Dream"
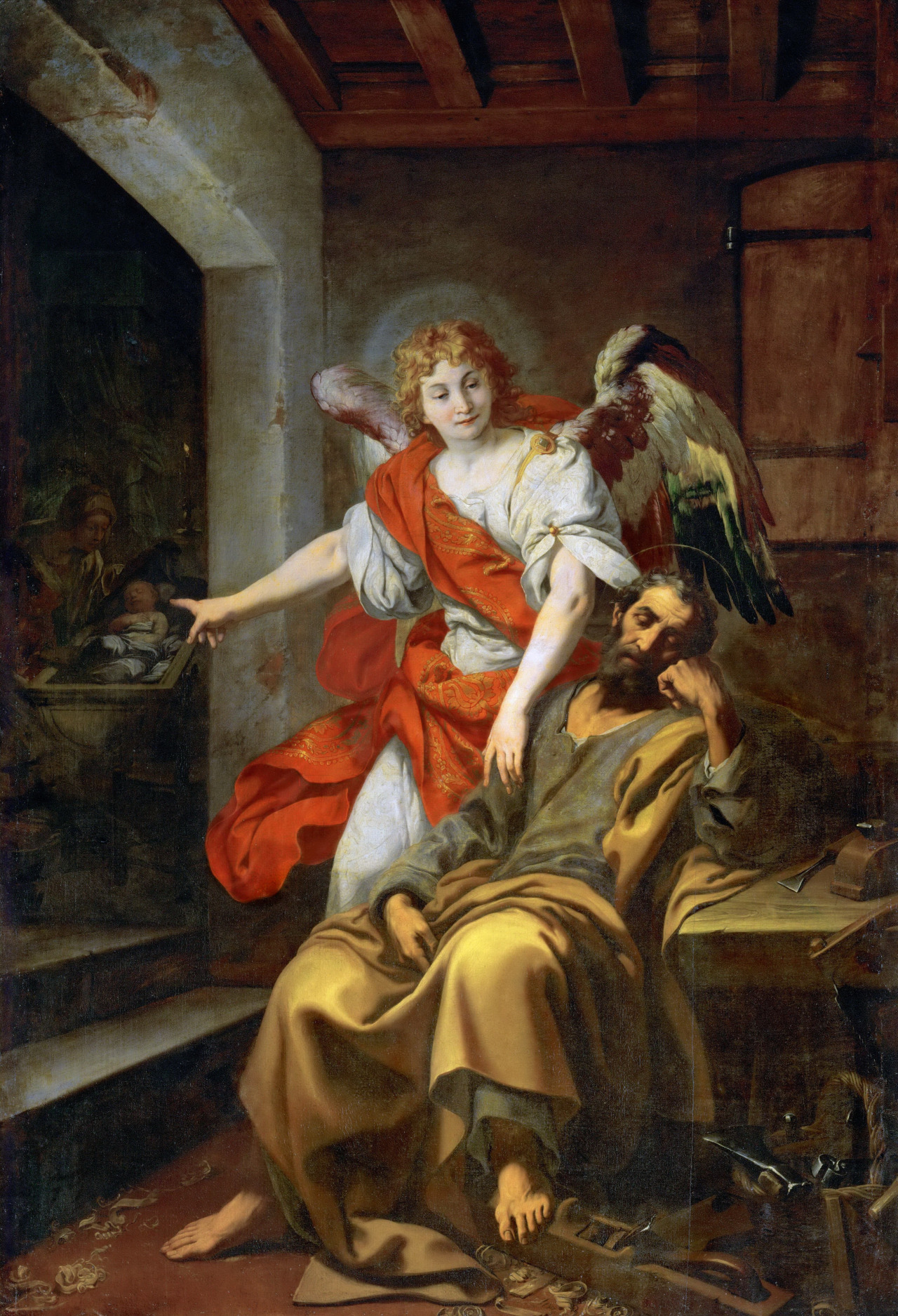
"Dream of Joseph", Tác phẩm của Daniele Crespi (1590–1630)
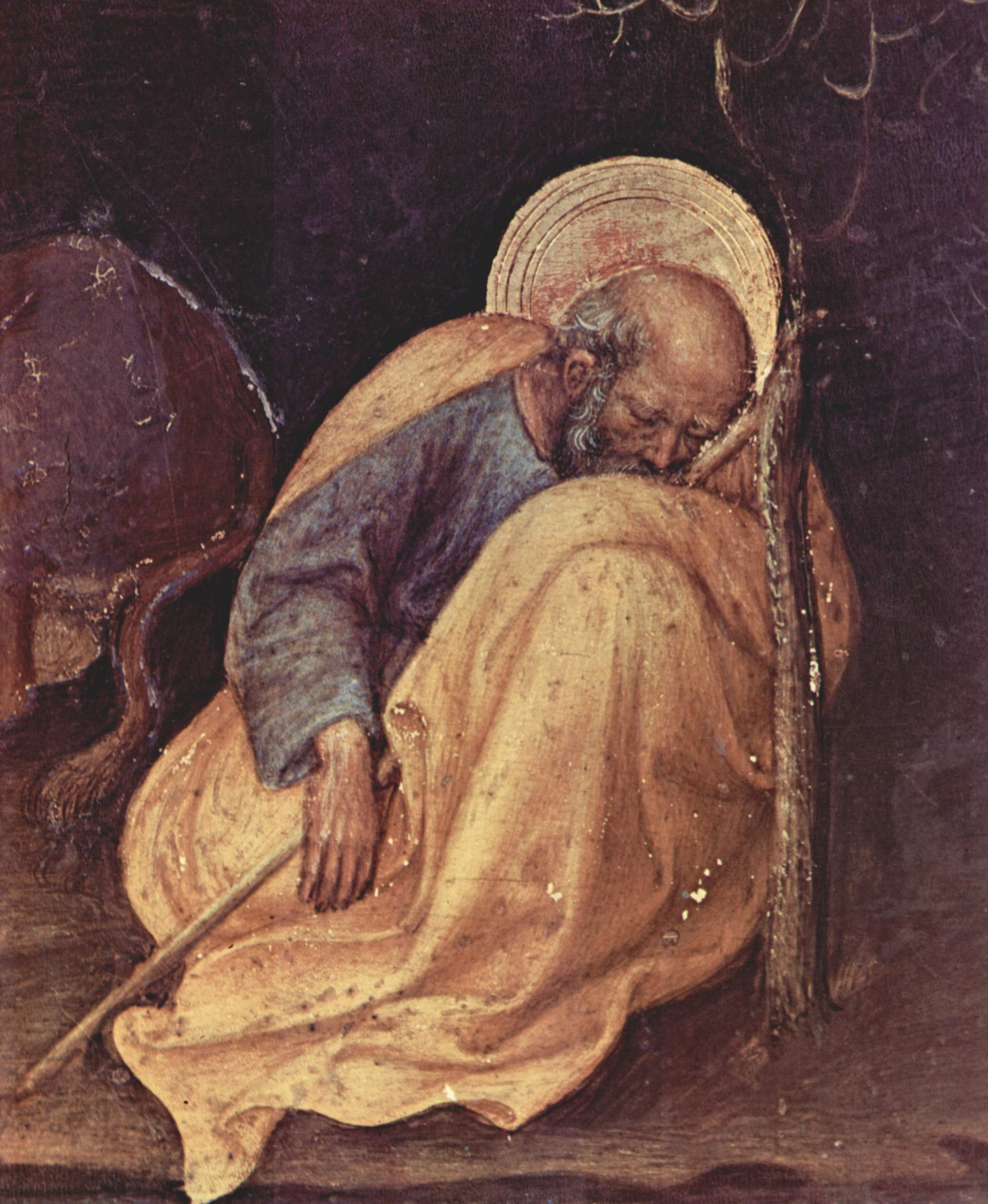
"Thánh Giuse đang ngủ" của Gentile da Fabriano (1370–1427) treo tại Uffizi Gallery
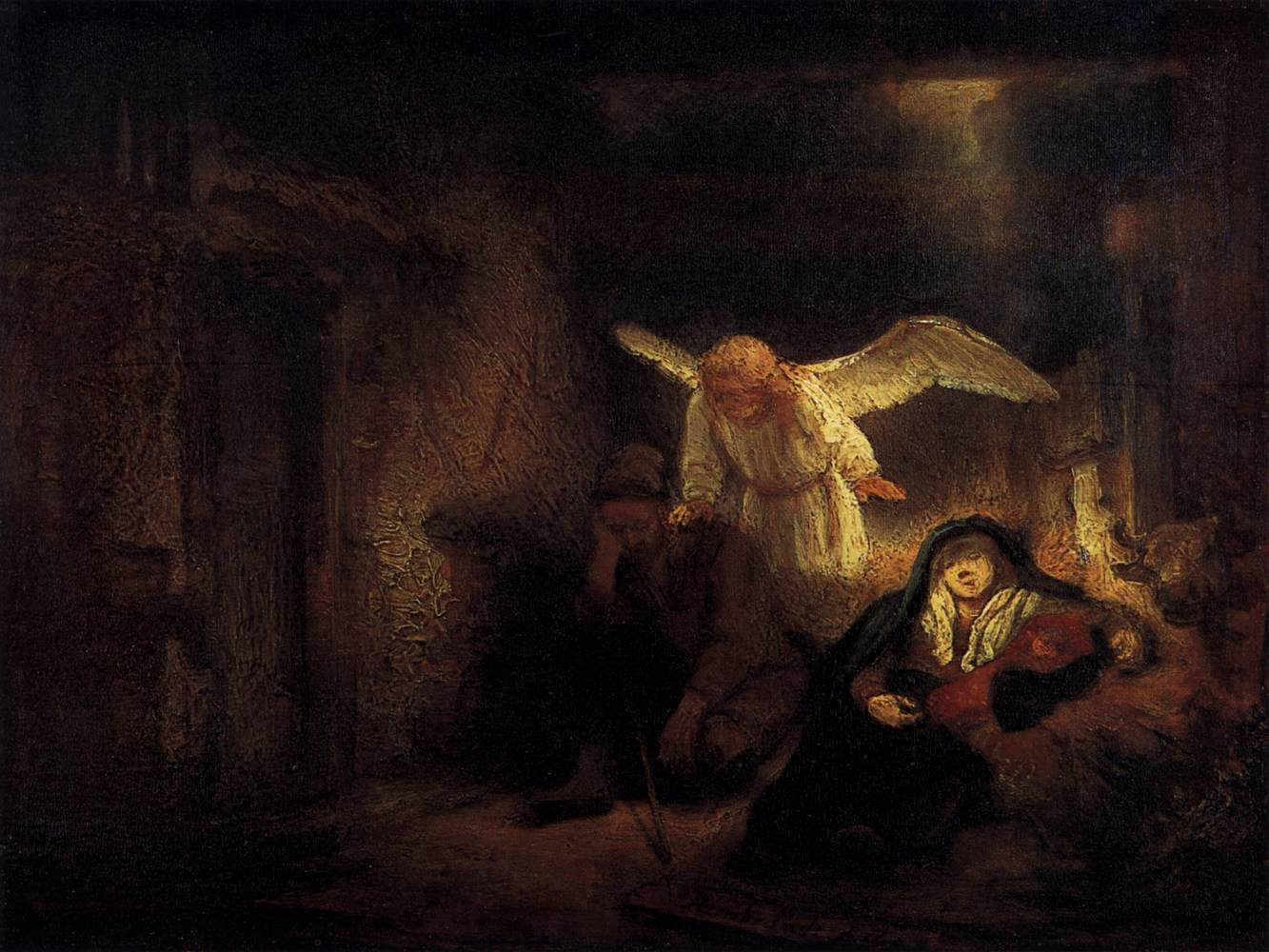
Tranh sơn dầu vẽ trên gỗ của Rembrandt(1606–1669) được treo tại bảo tàng Berlin. Tựa đề "Joseph’s dream". Mô tả về việc sứ thần truyền tin cho Giuse để ông thực hiện công việc được giao.
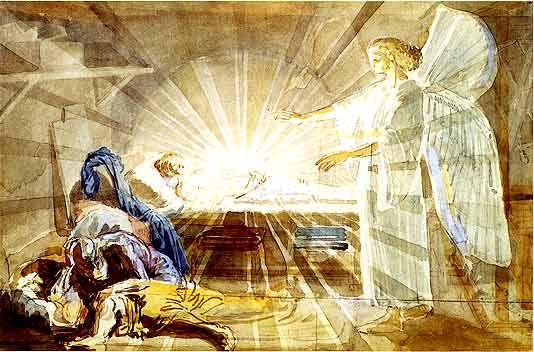
Giấc Mơ của Giuse,Họa sĩ người Nga Alexander Andreyevich Ivanov (1806–1858), tranh đang được treo tại Tretyakov Gallery, Moskva
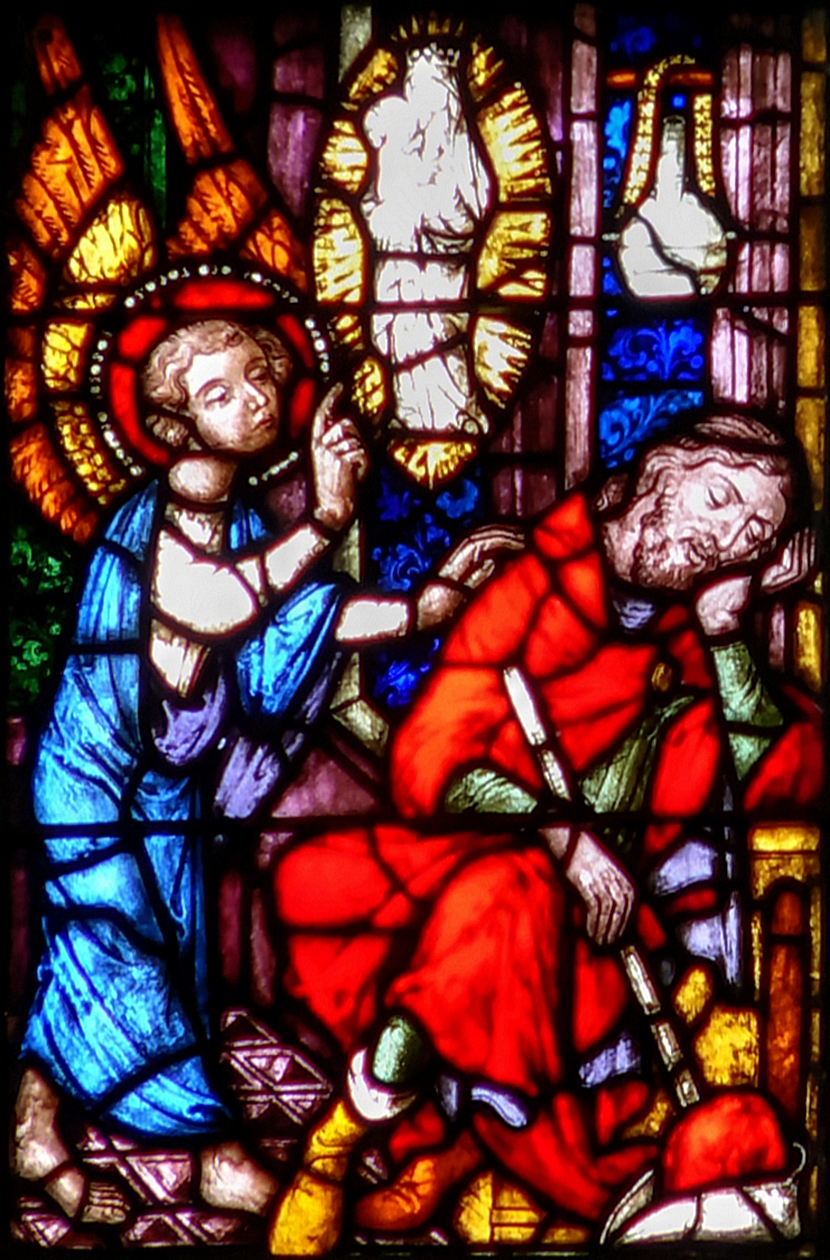
Hình chụp trên cửa sổ của nhà thờ ở Đức Lutheran củai Jakob Acker (1385) "Joseph Dream"

### Hành trình trốn sangAi Cập
Hành trình trốn sang Ai Cập để tránh sự truy giết của vua Vua Hêrôđê, theo như lời báo mộng của sứ thần. Sự nhạy bén của Giuse đã giúp cho Maria và hài nhi Giêsu thoát khỏi lưỡi gươm tàn bạo của Hêrôđê cách an toàn. Đang đêm, Giuse đã âm thầm đưa gia đình trốn sang Ai Cập theo đúng như lời Sứ thần báo mộng .

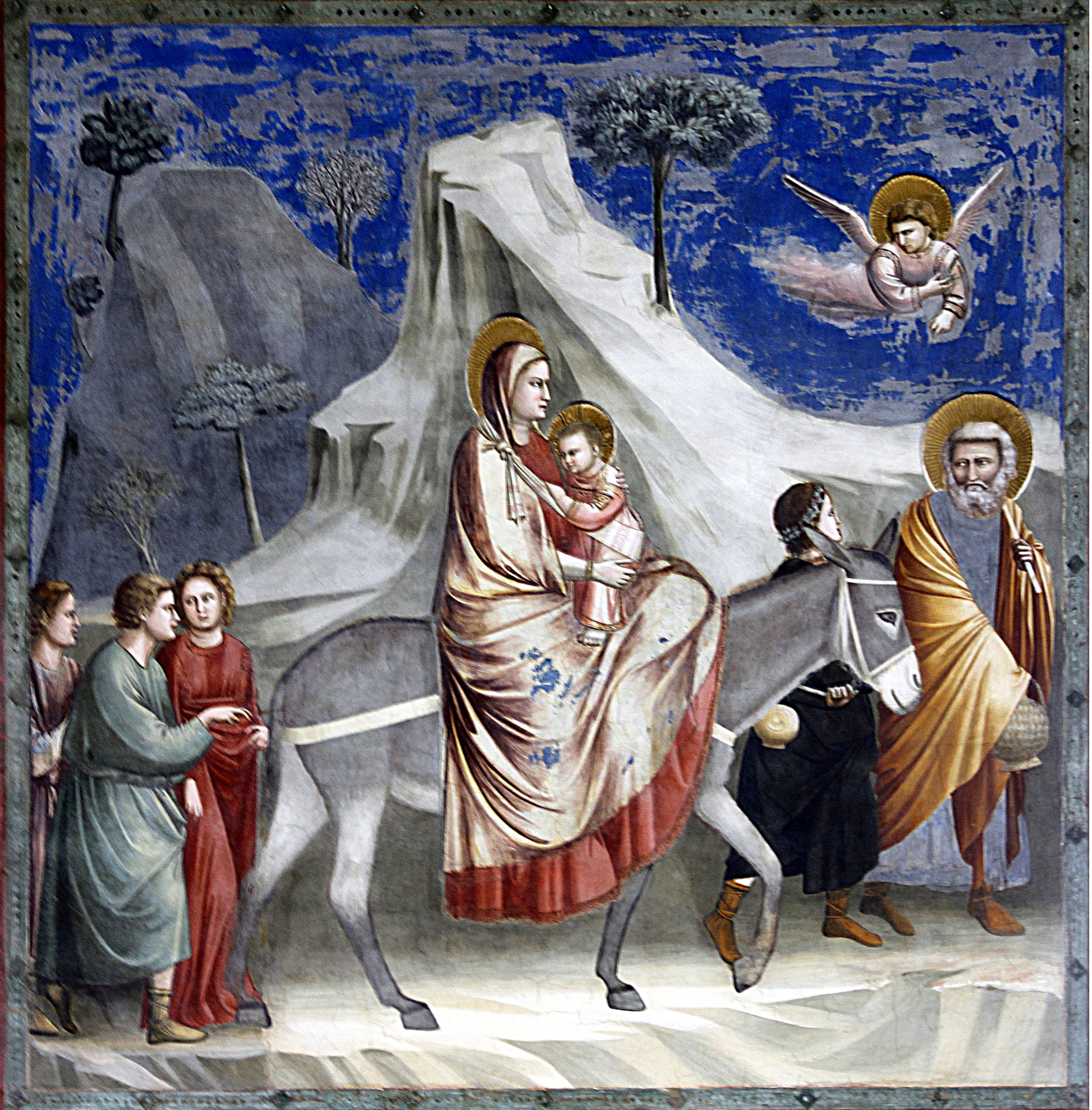
Họa phẩm của Giotto di Bondone (1267-1337), Mô tả việc đi sang Ai Cập của Thánh Gia
Chuyến bay sang Ai Cập, Tác phảm của họa sĩ người Ý Fra Angelico (1395–1455)
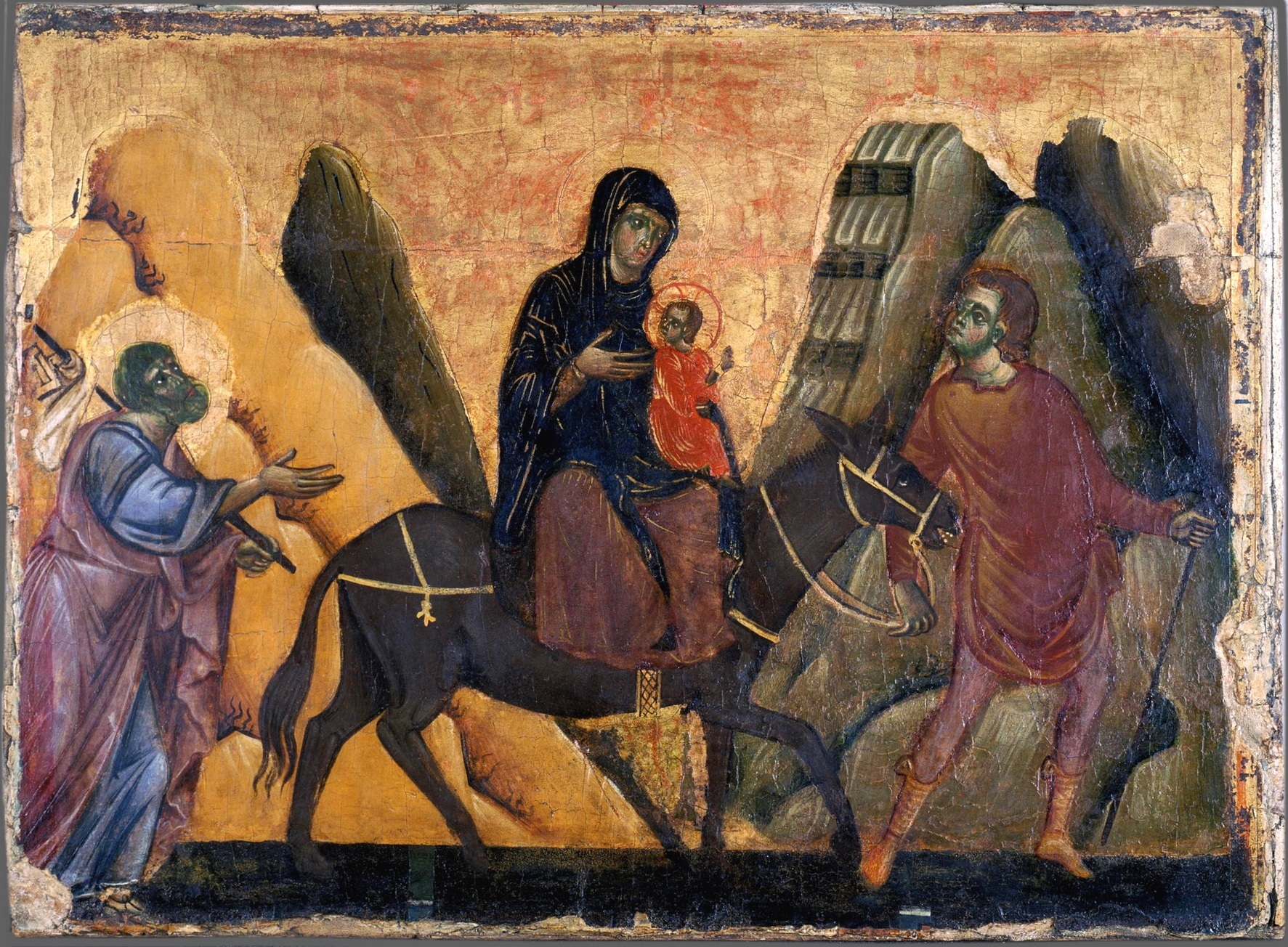
Hành trình vào Ai Cập của Guido da Siena (1275)
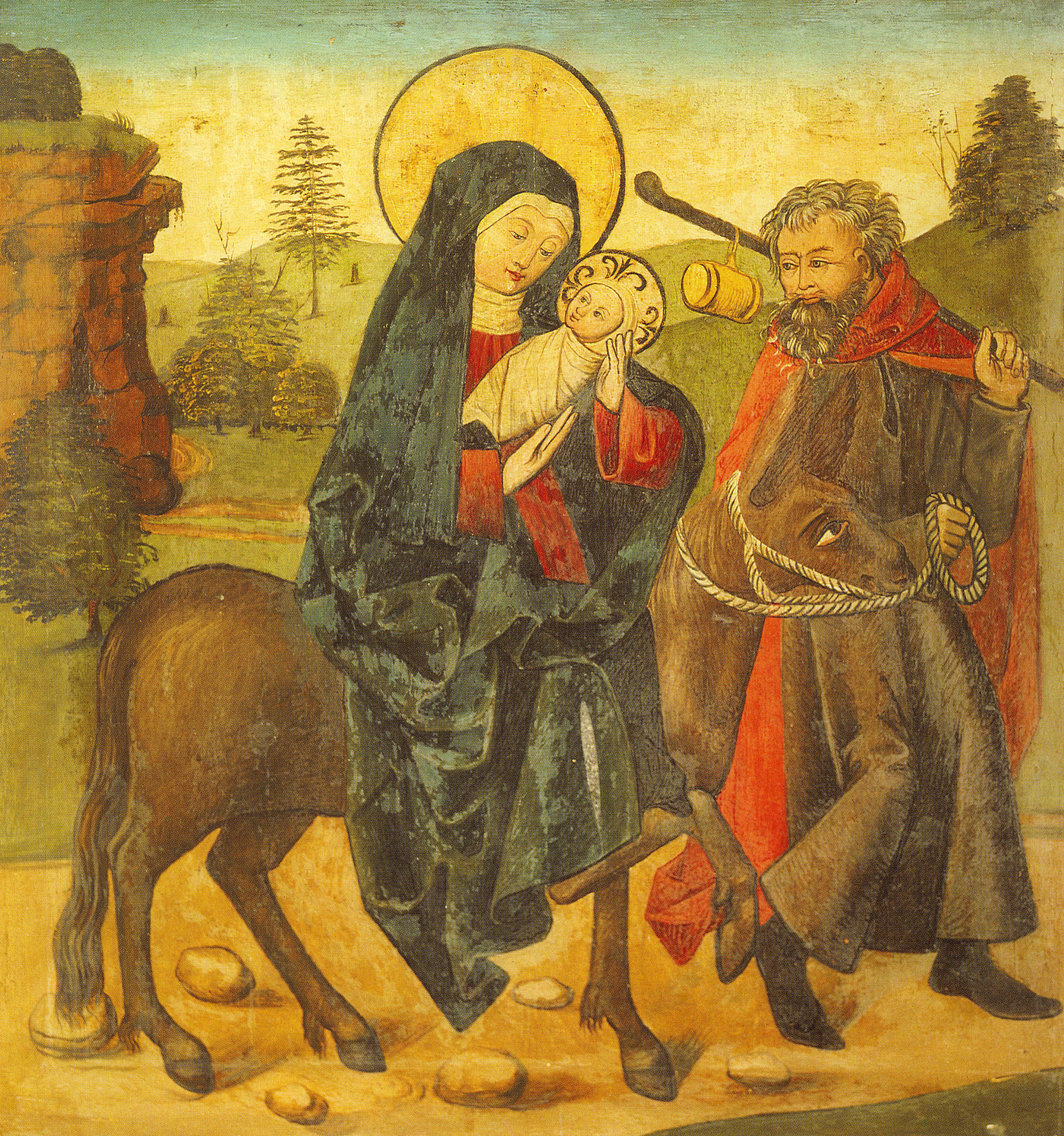
Chuyến đí sang Ai Cập, hình chụp tranh của nhà thờ Bamberg, Đức
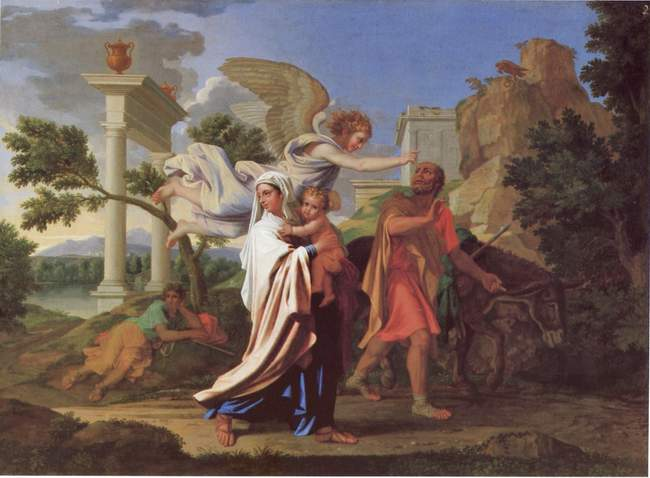
"La Fuite en Egypte", Tranh của Nicolas Poussin, nghệ sĩ Pháp thế kỷ XVII
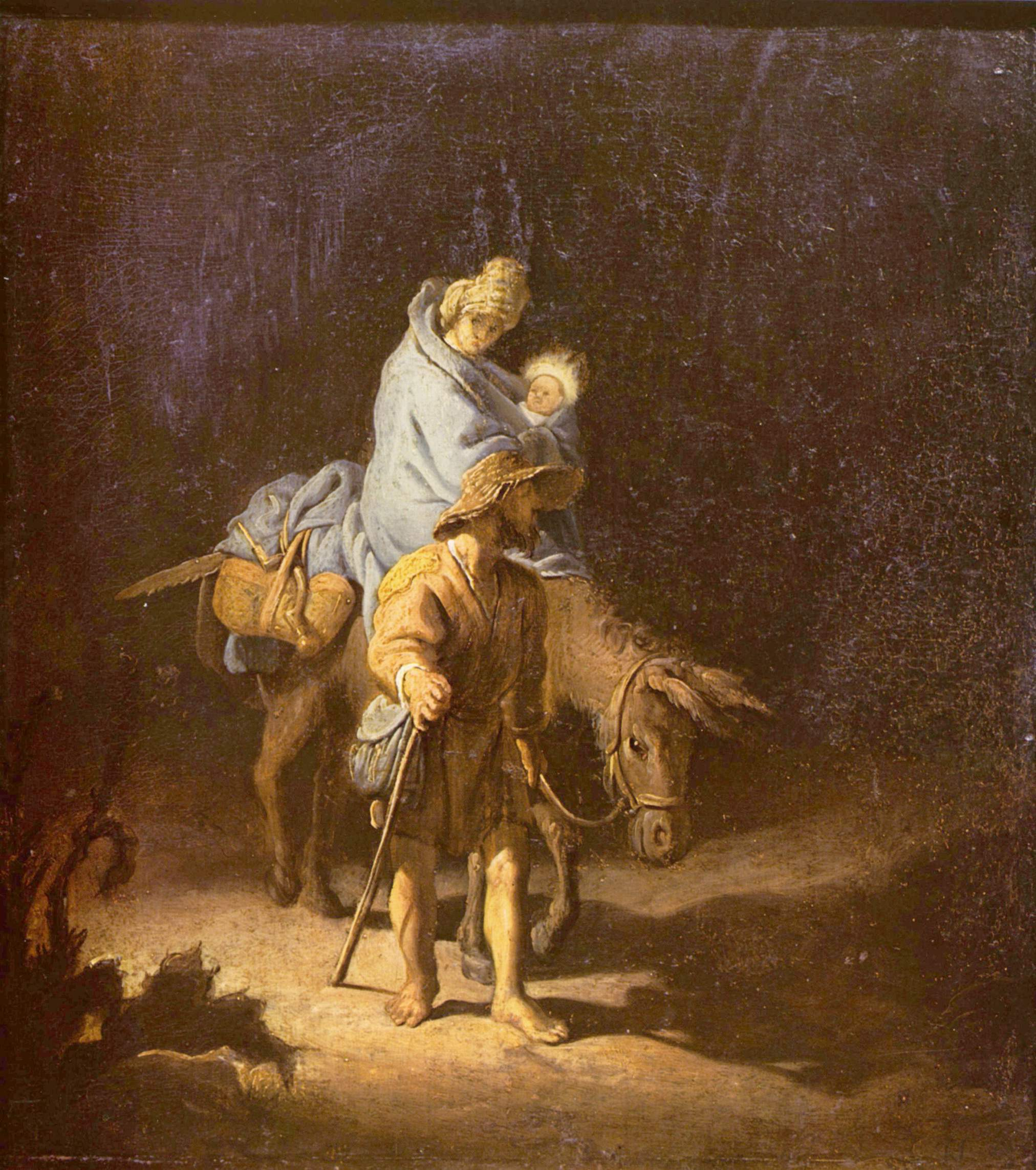
Tranh sơn dầu trên gỗ: "The Flight into Egypt" của Rembrandt (1606–1669)
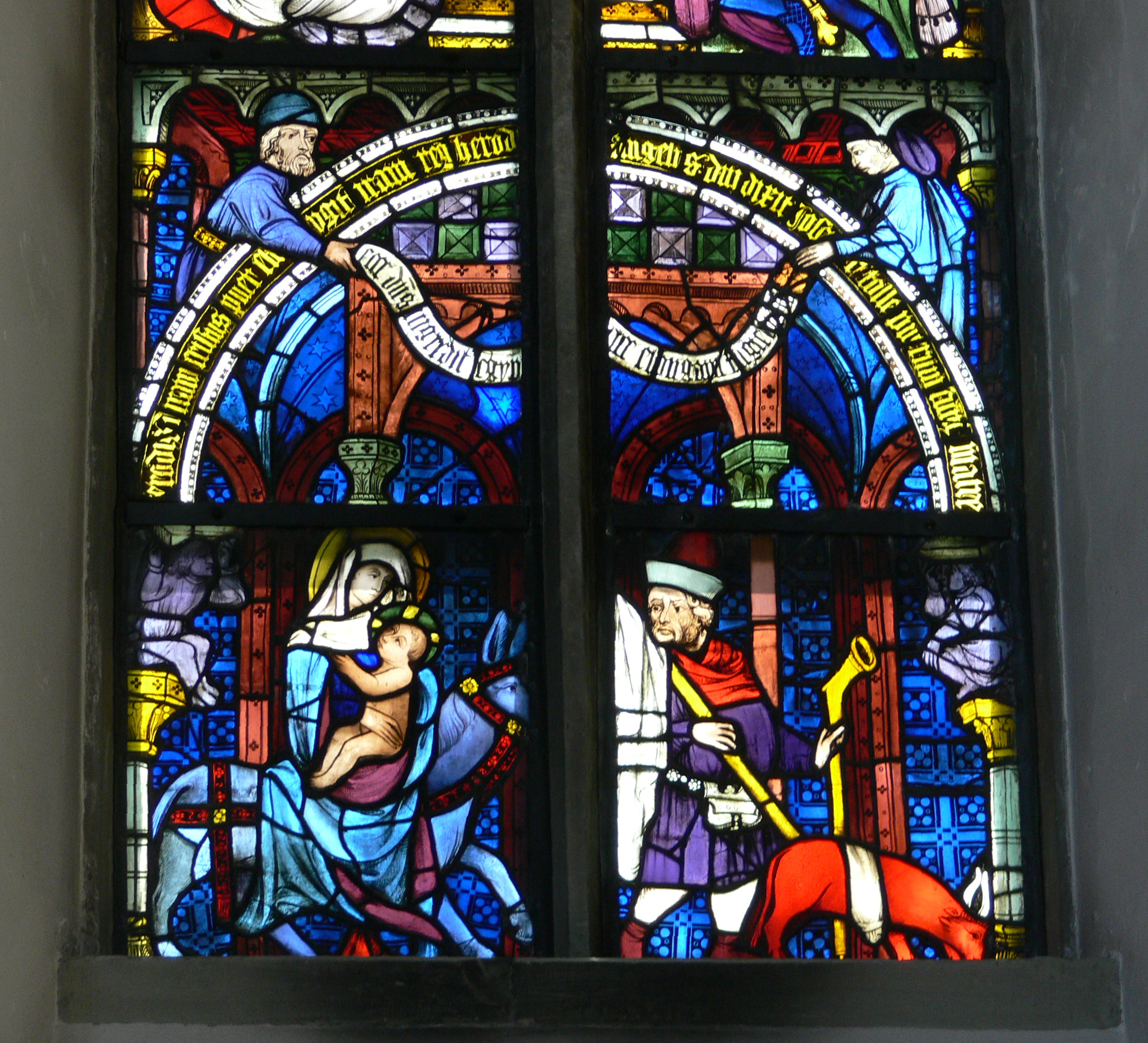
Hình ảnh trên cửa sổ hướng Đông Nam của Nhà thờ Đức Mẹ, ở Ravensburg Choir, vào khoảng 1415